# 立石博高
立石 博高（たていし ひろたか、1951年2月23日 - ）は、日本の歴史学者。専門は、スペイン近現代史。スペイン近代史・スペイン地域研究の先導的研究者である。東京外国語大学名誉教授、元同大学学長。一橋大学経営協議会委員。神奈川大学非常勤講師。

## 来歴
神奈川県出身。1969年、鎌倉学園高等学校卒業。1976年、東京外国語大学外国語学部卒業。1978年、東京都立大学大学院人文科学研究科修士課程修了。1980年、同大学大学院人文科学研究科博士課程中退、同大学人文学部助手。
1984年、同志社大学商学部講師、1987年同助教授を経て、1992年、東京外国語大学外国語学部助教授に就任。1995年、同教授。2009年、大学院重点化に伴い、東京外国語大学総合国際学研究院（国際社会部門・地域研究系）教授へ所属変更。東京外国語大学附属図書館長に就任。
2011年、東京外国語大学副学長、2013年、東京外国語大学学長。2019年、同職の任期満了とともに退任、東京外国語大学名誉教授。2020年、一橋大学経営協議会委員

## 著作物

### 単著
- 『スペイン歴史散歩――多文化多言語社会の明日に向けて』（行路社, 2004年）
- 『世界の食文化（14）スペイン』（農山漁村文化協会, 2007年）
- 『歴史のなかのカタルーニャ――史実化していく「神話」の背景』（山川出版社, 2020年）
- 『フェリペ2世――スペイン帝国のカトリック王』（山川出版社, 2020年）
- 『スペイン史10講』（岩波新書, 2021年9月）

### 編著
- 『世界各国史（16）スペイン・ポルトガル史』（山川出版社, 2000年）
- 『概説 近代スペイン文化史――18世紀から現代まで』（ミネルヴァ書房, 2015年）
- 『スペイン帝国と複合君主政』（昭和堂, 2018年）

### 共編著
- （若松隆）『概説スペイン史』（有斐閣, 1987年）
- （遅塚忠躬・松本彰）『フランス革命とヨーロッパ近代』（同文舘出版, 1996年）
- （関哲行・中川功・中塚次郎）『スペインの歴史』（昭和堂, 1998年）
- （関哲行）『大航海の時代――スペインと新大陸』（同文舘出版, 1998年）
- （中塚次郎）『スペインにおける国家と地域――ナショナリズムの相克』（国際書院, 2002年）
- （松本彰）『国民国家と帝国――ヨーロッパ諸国民の創造』（山川出版社, 2005年）
- （関哲行・中塚次郎）『世界歴史大系スペイン史（1）古代～近世』（山川出版社, 2008年）
- （関哲行・中塚次郎）『世界歴史大系スペイン史（2）近現代・地域からの視座』（山川出版社, 2008年）
- （篠原琢）『国民国家と市民――包摂と排除の諸相』（山川出版社, 2009年）
- （塩見千加子）『アンダルシアを知るための53章』（明石書店, 2012年）
- （奥野良知）『カタルーニャを知るための50章』（明石書店, 2013年）
- （内村俊太）『スペインの歴史を知るための50章』（明石書店, 2016年）

### 訳書
- ピエール・ヴィラール『スペイン内戦』（白水社［文庫クセジュ］, 1993年）
- R・L・ケーガン『夢と異端審問――16世紀スペインの一女性』（松籟社, 1994年）
- エリー・ケドゥリー編『スペインのユダヤ人――1492年の追放とその後』（平凡社, 1995年）
- ジョゼップ・フォンターナ『鏡のなかのヨーロッパ――歪められた過去』（平凡社, 2000年）
- アントニオ・ドミンゲス・オルティス『スペイン三千年の歴史』（昭和堂, 2006年）
- ヘンリー・ケイメン『スペインの黄金時代』（岩波書店, 2009年）
- ジョン・H・エリオット『歴史ができるまで――トランスナショナル・ヒストリーの方法』（岩波現代全書、2017年）
- エドゥアルド・メンドサ『カタルーニャでいま起きていること――古くて新しい、独立をめぐる葛藤』（明石書店、2018年）
- クリシャン・クマー『帝国　その世界史的考察』（竹下和亮共訳、岩波書店、2024年3月）

### 論文
- 「カスティーリャの『コムニダーデス』反乱に関する諸研究」『史学雑誌』88-7、1979年
- 「『エスキラーチェ暴動』の解釈をめぐって」東京都立大学『人文学報』154、1982年
- 「カンポマーネスの工業振興論」『スペイン史研究』2、1984年
- 「啓蒙スペインの新定住地開拓事業－その理念を中心として」同志社大学『外国文学研究』42、1985年
- 「マドリー市自治体の局地規約(1)(2)」『外国文学研究』48、49、1987年
- 「『自由貿易規則』(1778年）とスペイン経済』一橋大学地中海研究会『地中海論集』12、1989年
- 「近世のバルセローナ―地中海と疫病」 、歴史学研究会編『ネットワークのなかの地中海』青木書店 、285-314、1999年
- 「宮廷芸術の誕生――近世スペイン」、樺山紘一編『表徴と芸能』（「講座 天皇と王権を考える」第6巻）、岩波書店、219-244、2003年
- 「『スペイン王国』成立に関する一考察――バルセローナ市への異端審問制度導入をめぐって」、渡辺節夫編『ヨーロッパ中世の権力編成と展開』東京大学出版会、339-360、2003年